# 謝維日

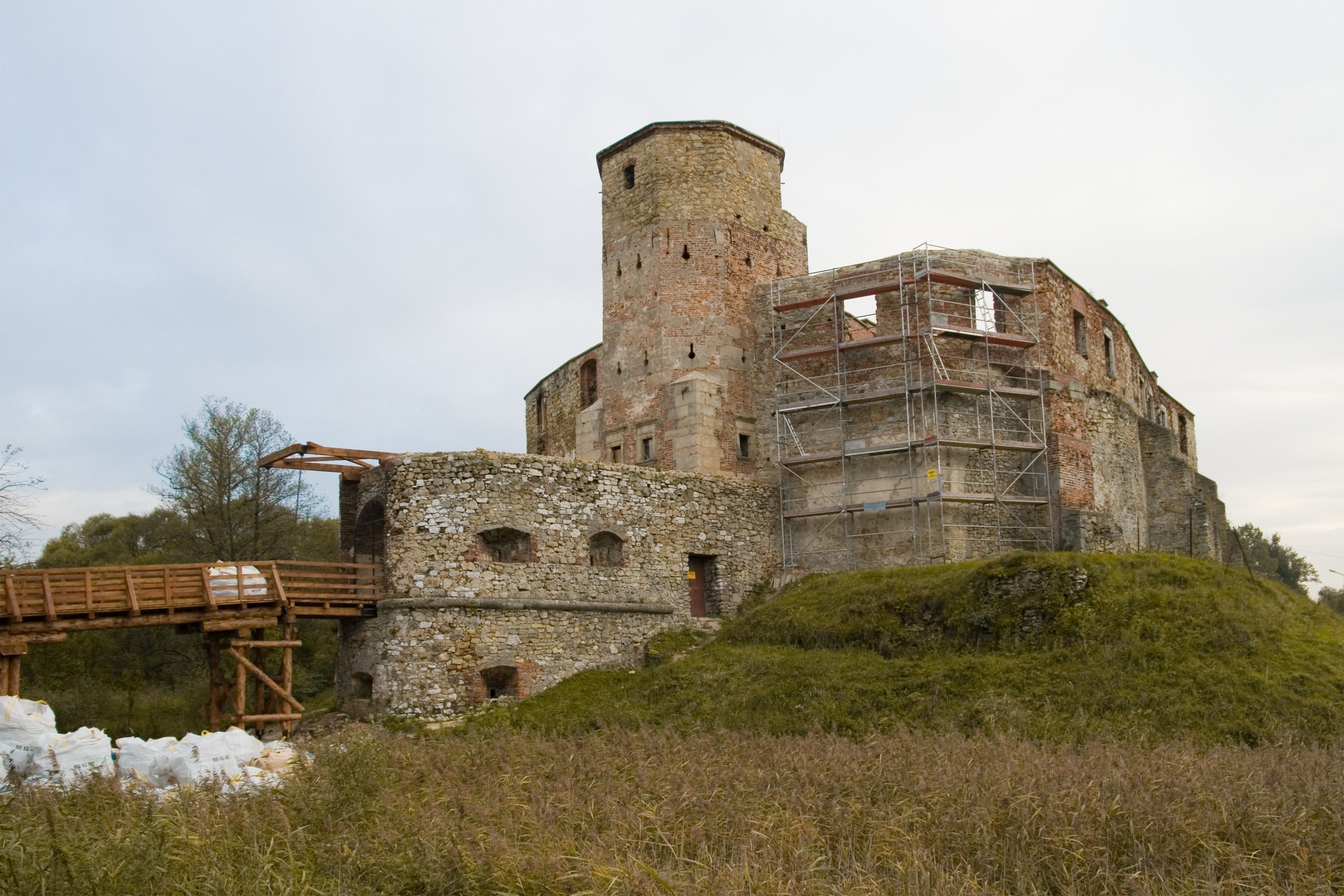

謝維日（波蘭語：Siewierz，波蘭語發音：[ˈɕɛvʲɛʂ]）是波蘭的城鎮，位於該國南部，由西里西亞省負責管轄，面積38.22平方公里，2006年人口5,528。在第三次瓜分波蘭中，該鎮在1795年被納入普魯士王國管治範圍。

## 外部連結
- Website of Public Information Bulletin:（页面存档备份，存于）
- Municipal（页面存档备份，存于）
- Jewish Community in Siewierz on Virtual Shtetl（页面存档备份，存于）

50°28′N 19°14′E / 50.467°N 19.233°E